# Splitterskyddad Enhetsplattform

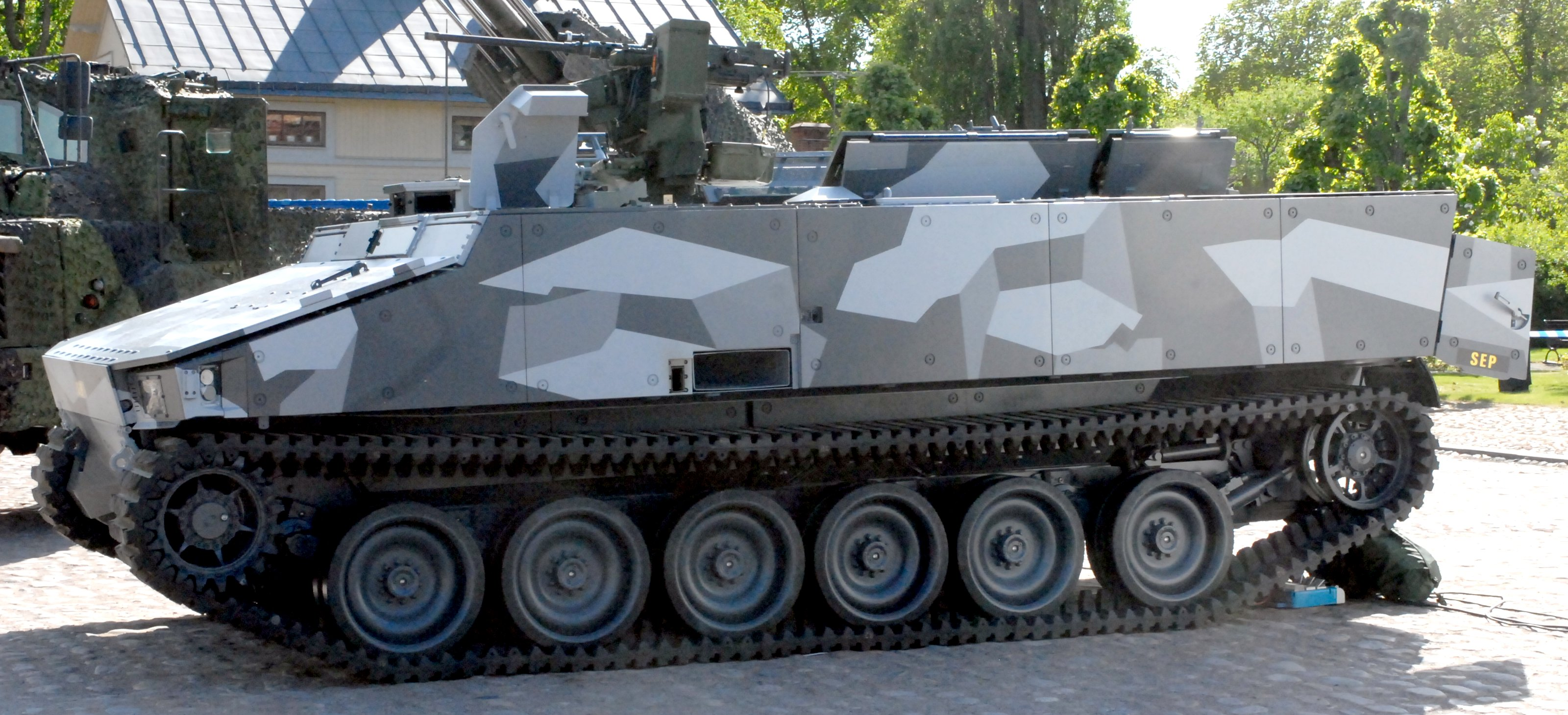
Hägglunds SEP als Kettenfahrzeug

Die Splitterskyddad Enhetsplattform (SEP, deutsch: splittergeschützte Einheitsplattform) ist eine universelle Plattform für Panzerfahrzeuge. Sie wird von BAE Systems Hägglunds im Auftrag des schwedischen Beschaffungsamtes Försvarets materielverk (FMV) entwickelt.
Besonderes Augenmerk wurde auf die modulare Bauweise gelegt; so kann wie beim niederländisch/deutschen GTK Boxer ein spezielles Missionsmodul auf der Fahrzeugplattform montiert werden. Dadurch soll es dem SEP möglich sein, bis zu 24 verschiedene Rollen zu erfüllen.
Weitere Besonderheiten sind der dieselelektrische Antrieb, Drive-by-Wire und Flachbildschirme, welche die Sichtverhältnisse herkömmlicher Winkelspiegel durch außen anmontierte Videokameras verbessern. Das Fahrzeug wiegt weniger als 20 Tonnen und wird als 6×6-Rad- und Gummikettenversion entwickelt.

## Geschichte
Die Entwicklung begann 1996. Der erste SEP-Gummikettendemonstrator wurde im November 2000 an die schwedische Forsvarets Materielverk (FMV) ausgehändigt, seitdem sind bis zum Jahre 2003 über 2000 Kilometer Testfahrten absolviert worden.
Das Forsvarets Materielverk (FMV) vergab im November 2001 Hägglunds den Auftrag die Radversion des SEP zu entwickeln, der Prototyp wurde 2003 ausgeliefert. In diesem Jahr wurde – nach einer Überprüfung – grünes Licht für die Entwicklung eines zweiten Ketten-Prototyps gegeben, der im November 2005 ausgeliefert wurde.
Im Juli 2006 wurde der abschließende Vertrag unterzeichnet. Darin wird vereinbart, zwei weitere Radfahrzeuge und zwei weitere Kettenfahrzeuge zu bauen. Die Splitterskyddad Enhetsplattform soll dann im Jahre 2014 an die schwedischen Streitkräfte ausgeliefert werden. Ebenfalls wurde dem System gute Chancen auf dem Exportmarkt eingeräumt.

SEP-Kettenversion in Satory 2006

Am 4. Februar 2008 meldete das schwedische Magazin NyTeknik die Einstellung des Projekts. Begründet wird sie von den schwedischen Streitkräften und BAE Systems Hägglunds mit dem Fehlen internationaler Entwicklungspartner, dem geringen Wehrhaushalt Schwedens, der zu späten Einsatzreife und den wider Erwarten geringen Exportaussichten.
BAE Systems Hägglunds bewirbt seitdem eigenständig das SEP-Programm in der Radversion und sucht nach möglichen Käufern. Hägglunds selbst sieht das in der Demonstratorphase befindliche Marine Personnel Carrier-Programm des United States Marine Corps als mögliches Ziel für ihr System.

## Technik

### Dieselelektrischer Antrieb
Zwei links und rechts in den Fahrzeugseiten angeordnete Dieselmotoren mit jeweils einem integrierten, permanent erregten (PM) Schwungrad-Generator versorgen die elektrischen Systeme mit Strom. Die elektrischen Fahrmotoren werden aus zwei 600-V-DC-Sammelschienen über Umrichter im Fahrzeug-Untergestell gespeist. Sofern entsprechende Hochleistungsbatterien mit ihren zugehörigen Leistungselektroniken integriert werden, ist eine rein elektrische Fahrt (Silent Move) möglich. Das batteriegestützte konventionelle 24-V-Bordnetz wird über DC/DC-Wandler aus der Oberspannung versorgt.
Dem System wird eine Reihe von Vorteilen zugeschrieben:
- kein Schaltgetriebe
- kraftstoffsparend
- umweltschonend
- senkt die Unterhaltskosten
- Gummiketten sind leichter und leiser und schonen die Straße

Die Höchstgeschwindigkeit der Radversion wird voraussichtlich 100 km/h, die der Kettenversion mit Gummiketten der kanadischen Firma Soucy, soll 85 km/h betragen. Bei der Radversion sind die beiden vorderen und die beiden hinteren Räder steuerbar. Die Räder sind 405/70-R24-Reifen. Die Motoren der Prototypen sind und waren: 2 × 2,3-Liter-5-Zylinder von Volkswagen und 3,2-Liter-6-Zylinder-Dieselmotor Steyr M16 mit 130 kW (177 PS).

### Cockpit
Wie beim MGV des FCS sitzen die zwei Soldaten vor einer Reihe von Flachbildschirmen. Diese ersetzen mit Hilfe von außen anmontierten Kameras die herkömmlichen Winkelspiegel. Auf den Bildschirmen können natürlich auch andere Informationen dargestellt werden, wie zum Beispiel technische Daten des Fahrzeugs, taktische Karten, Bilder, Videos oder das Blickfeld von unbemannten Fahrzeugen. Dieses VETEC genannte System wird von Hägglunds und Diehl entwickelt.

### Schutz
Die modulare Keramikpanzerung wird von der Firma Ingenieurbüro Deisenroth (IBD) hergestellt und schützt unter anderem vor der Explosion von 7 kg TNT unter der Kette. Weitergehender Schutz wird in Zukunft durch abstandsaktive Schutzmaßnahmen realisiert, da das Fahrzeug unter 20 Tonnen wiegt und in der Standardversion nur 14,5 × 114-mm-Geschossen standhalten kann. Allerdings kann der Panzerschutz durch eine stärkere Panzerung auf 30-mm-APFSDS-Geschosse erhöht werden.

### Mission
Das modulare Design erlaubt es, die Splitterskyddad Enhetsplattform in 24 verschiedenen Rollen einzusetzen, unter anderem:
- Transportpanzer
- Schützenpanzer
- Führungspanzer
- Sanitätspanzer
- Jagdpanzer
- Flugabwehrraketenpanzer
- Flakpanzer
- Mörserpanzer
- Spähpanzer
- Spürpanzer
- Minenräumpanzer
- NetFires-Abschussplattform
- Bergepanzer
- u. v. m.

Die missions- oder rollenspezifischen Module können auf dem Ketten- oder dem Radfahrzeug in kurzer Zeit montiert werden, ähnlich dem Containerwechsel eines LKW.